# Чилі на зимових Олімпійських іграх 2010
Чилі на зимових Олімпійських іграх 2010 була представлена 3 спортсменами в 1 виді спорту.

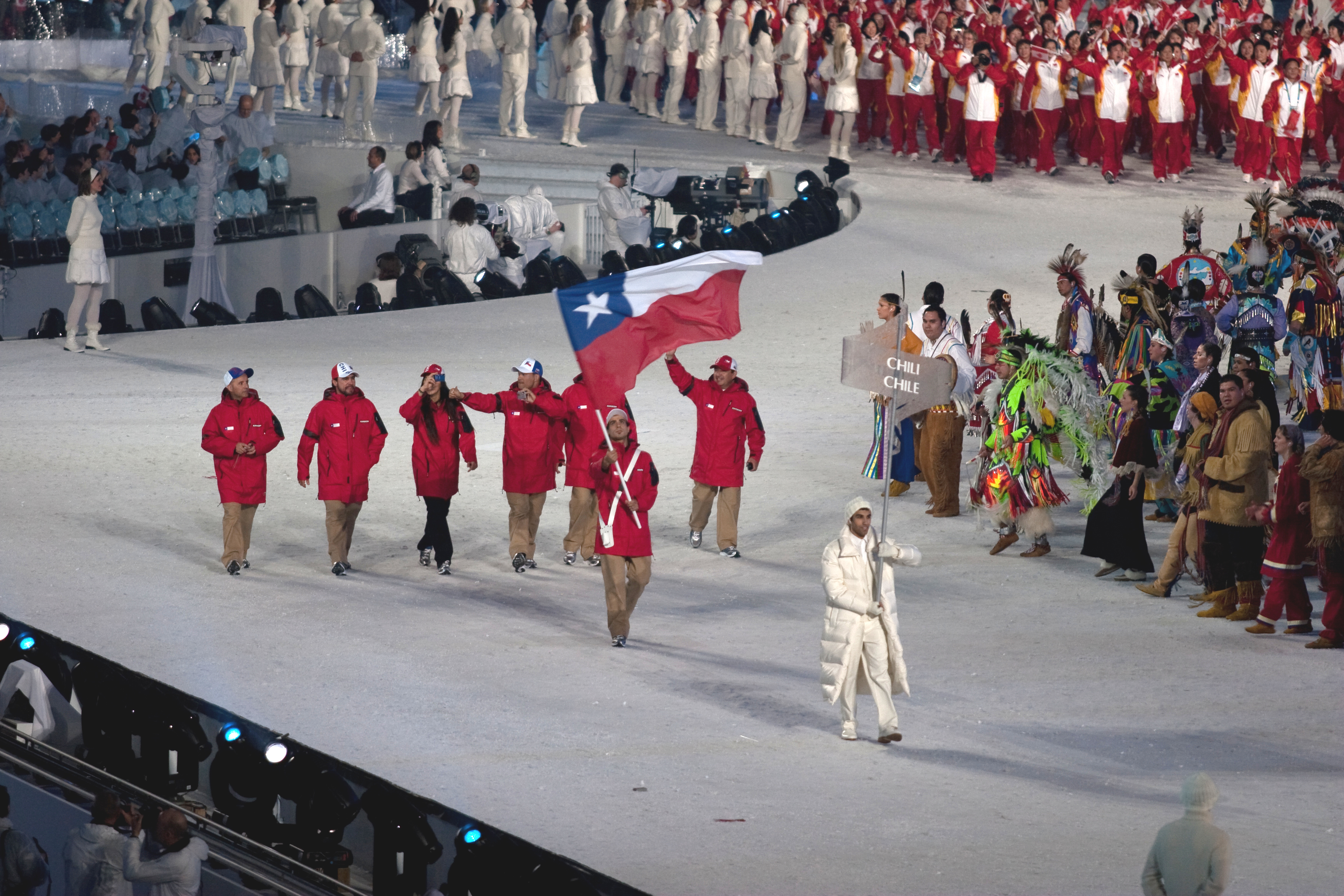
Збірна Чилі під час Параду націй на церемонії відкриття Олімпіади